# 福富久夫
福富 久夫（ふくとみ ひさお、1921年（大正10年）6月25日 - 没年不明）は、日本の造園学者、造園教育者。千葉大学名誉教授。元日本大学教授。工学博士(1973年5月 、東京大学) 。

## 経歴
東京の品川に生まれ、荏原郡大井町（現・品川区）で育つ。
1939年3月に東京府立化学工業学校（現・首都大学東京）を卒業後、翌年4月に千葉高等園芸学校園芸学科に入学、1942年9月に卒業する。その後、軍に招集された。
1945年12月、戦災復興院計画局施設課に入る。1947年4月に内務省国土計画課に移り、内務省の解体に伴い1948年7月からは建設省計画課勤務となる。
1949年9月、文部教官として千葉大学に出向する。1950年3月より千葉大学園芸学部講師に就任。以後、助教授（1955年）を経て1973年8月に教授に昇進した。1986年4月、定年退官により名誉教授となる。千葉大学退官後に日本大学教授となり、1991年3月に退職した。
この間、学外では日本造園学会会長（1985年4月就任）や、造園施工管理技術検定委員（1984年4月、1988年3月より委員長）などの役職を歴任した。

## 表彰等
- 日本造園学会賞（1975年5月）
- 日本公園緑地協会北村賞（1976年5月）
- 産業教育百年記念教育功績者表彰（1983年11月）
- 日本造園学会上原敬二賞（1997年5月）

## 著書
※いずれも共著
- 『体系農業百科事典』第Ⅶ巻「造園」農政調査会、1967年
- 『造園設計』美教出版、1979年
- 『緑の計画』地球社、1985年
- 『緑の環境デザイン』日本放送出版協会、1985年
- 『改訂 造園施工管理技術編』日本公園緑地協会、1986年